# Nerf Herder
Nerf Herder är ett poppunk-band från Santa Barbara som bildades 1994 av Parry Gripp (sång, gitarr), Charlie Dennis (bas) och Steve Sherlock (trummor). De är mest kända för ledmotivet till TV-serien Buffy och vampyrerna.

## Diskografi
- 1996 – Nerf Herder
- 2000 – How to Meet Girls
- 2001 – My E.P.
- 2002 – American Cheese
- 2008 – IV